# Krotoa
Krotoa (hedendaagse West-Kaap, ca. 1643 - Robbeneiland, 28 juli 1674), later bekend onder haar doopnaam Eva, was een prominente Khoikhoivrouw in de vroege geschiedenis van de Nederlandse Kaapkolonie. Ze was de eerste inheemse Zuid-Afrikaan die trouwde met een Europeaan en baarde de eerste kleurlingen.

## Biografie
Krotoa was de nicht van Autshuma(t)o (Herry de Strandloper), een Khoikhoileider die als tolk voor de Nederlanders diende. Toen Jan van Riebeeck in 1652 arriveerde aan de Kaap de Goede Hoop werd ze de knecht van zijn echtgenote, Maria de la Quellerie. Ze leerde de Nederlandse en Portugese taal en bekeerde zich in 1662 als eerste Khoikhoi tot de Nederduits Gereformeerde Kerk met als doopnaam Eva. Tijdens de conflicten tussen de Nederlanders en de Khoikhoi had ze de lastige taak van diplomaat.
Op 2 juni 1664 trouwde ze met de Deense chirurgijn Peter Havgard, die de Nederlandse naam Pieter van Meerhof aannam. Het huwelijk vond plaats in het huis van commandant Zacharias Wagener en paste in het beleid van de VOC om de Khoikhoi cultureel te assimileren. Uit het huwelijk werden de eerste Kleurlingen van Zuid-Afrika geboren.
Met haar man en kinderen verhuisde ze naar Robbeneiland, waar Van Meerhof tot hoofdopzichter was benoemd. Van Meerhof kwam tijdens een expeditie naar Madagaskar bij een gevecht om het leven waarop Eva verslaafd raakte aan de drank en zich tot prostitutie wendde, wat ten koste ging van het respect dat de kolonisten voor haar hadden. Ze probeerde te vluchten maar werd door de Nederlanders gevangengenomen en in maart 1669 opgesloten op Robbeneiland, waar ze vijf jaar later stierf. Er wordt beweerd dat haar dochter Pieternella de voorouder is van de prominente "blanke" Zuid-Afrikanen Paul Kruger, Jan Christian Smuts en Frederik Willem de Klerk.
In het boek Eilande (Nederlands: Stemmen uit zee) van Dan Sleigh wordt het leven van Krotoa en Pieternella beschreven.

## Over Krotoa
- Ena Jansen, 'Krotoa alias Eva; Van VOC-document tot stripfiguur.'  In: Michiel van Kempen, Piet Verkruijsse en Adrienne Zuiderweg (red.), Wandelaar onder de palmen. Opstellen over koloniale en postkoloniale literatuur en cultuur, Leiden 2004, KITLV, pp. 363-377.